# Episodi di Detective Conan (quinta stagione)
Questa è una lista degli episodi della quinta stagione della serie anime Detective Conan.

## Lista episodi
| Nº Ja | Nº It | Titolo italiano Giapponese 「Kanji」 - Rōmaji - Traduzione letterale | In onda           | In onda          |
| Nº Ja | Nº It | Titolo italiano Giapponese 「Kanji」 - Rōmaji - Traduzione letterale | Giapponese        | Italiano         |
| 107   | 113   | Il caso dell'uomo talpa - prima parte - 「モグラ星人謎の事件（前編）」 - Mogura seijin nazo no jiken (zenpen) – "Il misterioso caso della talpa aliena (prima parte)" | 29 giugno 1998    | 3 gennaio 2003   |
| 107   | 113   | Un uomo si presenta da Kogoro per chiedergli di entrare nella residenza di un pensionato perché è sicuro che abbia ucciso sua sorella e nascosto il corpo in giardino. Kogoro rifiuta, mentre i Giovani Detective decidono di aiutare l'uomo. |                   |                  |
| 108   | 114   | Il caso dell'uomo talpa - seconda parte - 「モグラ星人謎の事件（後編）」 - Mogura seijin nazo no jiken (kōhen) – "Il misterioso caso della talpa aliena (seconda parte)" | 6 luglio 1998     | 8 gennaio 2003   |
| 108   | 114   | Il cliente di Kogoro compie una rapina e nasconde i gioielli nel giardino del pensionato per costringere la polizia a svolgere finalmente delle ricerche serie nell'abitazione dell'uomo. Il corpo della ragazza non viene ritrovato. |                   |                  |
| 109   | 115   | Paura a quattro ruote 「探偵団大追跡事件」 - Tantei-dan daitsuiseki jiken – "Il caso del grande inseguimento della Squadra dei Giovani Detective" | 13 luglio 1998    | 10 gennaio 2003  |
| 109   | 115   | Un'auto investe Ayumi e scappa. Conan e gli altri la inseguono, ma vedono che il guidatore si è fermato alla centrale di polizia. Intanto il suo capo è stato assassinato. |                   |                  |
| 110   | 116   | Lezioni di cucina - prima parte - 「料理教室殺人事件（前編）」 - Ryōri kyōshitsu satsujin jiken (zenpen) – "Il caso di omicidio nell'aula di cucina (prima parte)" | 27 luglio 1998    | 13 gennaio 2003  |
| 110   | 116   | Ran, su consiglio di Sonoko, si iscrive a un corso di cucina e porta con sé anche Kogoro e Conan. Durante la lezione salta la luce, l'insegnante viene colpita da uno dei presenti con un oggetto appuntito e viene ricoverata in ospedale. |                   |                  |
| 111   | 117   | Lezioni di cucina - seconda parte - 「料理教室殺人事件（後編）」 - Ryōri kyōshitsu satsujin jiken (kōhen) – "Il caso di omicidio nell'aula di cucina (seconda parte)" | 3 agosto 1998     | 15 gennaio 2003  |
| 111   | 117   | Purtroppo la donna muore in ospedale. Conan e la polizia devono scoprire l'identità dell'omicida. |                   |                  |
| 112   | 118   | La scuola stregata 「帝丹小7不思議事件」 - Teitan-shō nana-fushigi jiken – "Il caso dei sette misteri della scuola elementare Teitan" | 10 agosto 1998    | 17 gennaio 2003  |
| 112   | 118   | Di notte, nella scuola Teitan accadono strani fatti e sembra esserci qualcuno dietro questi misteri. I Giovani Detective decidono, così, di indagare. |                   |                  |
| 113   | 119   | Il medico legale 「白い砂浜殺人事件」 - Shiroi sunahama satsujin jiken – "Il caso di omicidio alla bianca spiaggia sabbiosa" | 17 agosto 1998    | 20 gennaio 2003  |
| 113   | 119   | A Shirahama viene trovato in mare il corpo di una donna morta per annegamento. Kogoro è convinto che ad ucciderla sia stato il medico legale del paese ma, per l'ora del decesso, egli ha un alibi. |                   |                  |
| 114   | 120   | I sommozzatori - prima parte - 「スキューバダイビング殺人事件（前編）」 - Sukyūba daibingu satsujin jiken (zenpen) – "Il caso dell'omicidio in immersione (prima parte)" | 24 agosto 1998    | 22 gennaio 2003  |
| 114   | 120   | Ran organizza una gita al mare con Kogoro e Conan senza dir loro che ha invitato nello stesso luogo anche Eri. Quando i due si incontrano cominciano i litigi che vengono interrotti dopo che una ragazza viene morsa da un serpente marino. |                   |                  |
| 115   | 121   | I sommozzatori - seconda parte - 「スキューバダイビング殺人事件（後編）」 - Sukyūba daibingu satsujin jiken (kōhen) – "Il caso dell'omicidio in immersione (seconda parte)" | 31 agosto 1998    | 24 gennaio 2003  |
| 115   | 121   | Fortunatamente la ragazza si salva. Conan pensa che non si sia trattato di un incidente e che uno degli amici della vittima abbia provocato il fatto. |                   |                  |
| 116   | 122   | Il giallista scomparso - prima parte - 「ミステリー作家失踪事件（前編）」 - Mystery (misuterī) sakka shissō jiken (zenpen) – "Il caso della scomparsa dello scrittore di gialli (prima parte)" | 7 settembre 1998  | 27 gennaio 2003  |
| 116   | 122   | Una giovane donna si reca da Kogoro per chiedergli di rintracciare sua madre e suo padre, un noto giallista, di cui non ha più notizie da alcuni mesi. Però i fascicoli dei suoi gialli continuano a essere spediti alla redazione. |                   |                  |
| 117   | 123   | Il giallista scomparso - seconda parte - 「ミステリー作家失踪事件（後編）」 - Mystery (misuterī) sakka shissō jiken (kōhen) – "Il caso della scomparsa dello scrittore di gialli (seconda parte)" | 14 settembre 1998 | 29 gennaio 2003  |
| 117   | 123   | Nei fascicoli compaiono lettere occidentali, numeri arabi ed errori. Per questo motivo Conan pensa che il giallista stia lasciando un messaggio in codice. |                   |                  |
| 118   | 124   | Venti anni fa - prima parte - 「浪花の連続殺人事件」 - Naniwa no renzoku satsujin jiken – "Il caso degli omicidi seriali a Naniwa [Speciale di 1 ora]" | 21 settembre 1998 | 31 gennaio 2003  |
| 118   | 124   | Kogoro, Conan e Ran si recano ad Osaka dopo essere stati invitati da Heiji. Lì incontrano Kazuha, un’amica molto cara di Heiji. Kazuha è convinta che Ran sia innamorata di Heiji poiché la scambia per Shinichi, persona di cui l'amico le parla molto spesso. Nel frattempo in città quattro persone vengono uccise pugnalate al cuore. |                   |                  |
| 118   | 125   | Venti anni fa - seconda parte - 「浪花の連続殺人事件」 - Naniwa no renzoku satsujin jiken – "Il caso degli omicidi seriali a Naniwa [Speciale di 1 ora]" | 21 settembre 1998 | 3 febbraio 2003  |
| 118   | 125   | Heiji, Conan, Sakata e Otaki continuano le indagini per scoprire chi è il killer, che sembra sia collegato a Numabuchi. |                   |                  |
| 119   | 126   | La matricola 「仮面ヤイバー殺人事件」 - Kamen Yaibā satsujin jiken – "Il caso d'omicidio di Kamen Yaiba" | 12 ottobre 1998   | 5 febbraio 2003  |
| 119   | 126   | Un fan di Kogoro invita lui, Ran e i Giovani Detective a una festa tra appassionati di "Kamen Yaiba". Ma durante il banchetto un uomo irrompe nella stanza e, dopo aver ferito con una pistola un ragazzo, si spara alla tempia. |                   |                  |
| 120   | 127   | Api e miele 「ハニーカクテル殺人事件」 - Honey (hanī) kakuteru satsujin jiken – "Il caso di omicidio del cocktail al miele" | 19 ottobre 1998   | 7 febbraio 2003  |
| 120   | 127   | Kogoro, Ran e Conan vengono invitati in un paesino di campagna per assaggiare ottimi prodotti locali. Ma una donna precipita dal balcone, probabilmente perché spaventata dalle api. |                   |                  |
| 121   | 128   | Le due sorelle - prima parte - 「バスルーム密室事件（前編）」 - Bathroom (basurūmu) misshitsu jiken (zenpen) – "Il caso della stanza chiusa del bagno (prima parte)" | 26 ottobre 1998   | 10 febbraio 2003 |
| 121   | 128   | Una donna offre a Kogoro un biglietto per il concerto di Yoko in cambio di un passaggio a casa sua. Appena arrivata a casa, cerca sua sorella, ma questa viene ritrovata morta in bagno con le vene recise. |                   |                  |
| 122   | 129   | Le due sorelle - seconda parte - 「バスルーム密室事件（後編）」 - Bathroom (basurūmu) misshitsu jiken (kōhen) – "Il caso della stanza chiusa del bagno (seconda parte)" | 2 novembre 1998   | 12 febbraio 2003 |
| 122   | 129   | Conan nota che la donna si sta comportando in modo strano e inizia a sospettare che la morte della sorella non sia riconducibile ad un suicidio. |                   |                  |
| 123   | 130   | Che tempo fa? 「お天気お姉さん誘拐事件」 - Otenki oneesan yūkai jiken – "Il caso del rapimento della ragazza del meteo" | 9 novembre 1998   | 14 febbraio 2003 |
| 123   | 130   | Una meteorologa della televisione viene rapita subito dopo avere parlato con i Giovani Detective, così, i piccoli decidono di mettersi all'opera per ritrovarla. |                   |                  |
| 124   | 131   | L'assassino misterioso - prima parte - 「謎の狙撃者殺人事件（前編）」 - Nazo no sogekisha satsujin jiken (zenpen) – "Il caso dell'omicidio del misterioso cecchino (prima parte)" | 16 novembre 1998  | 12 gennaio 2004  |
| 124   | 131   | Durante un importante ricevimento, un uomo viene ucciso da un colpo di pistola in pieno petto e un altro viene ferito alla spalla. A Kogoro viene chiesto di proteggere quest'ultimo, ritenuto il reale obiettivo. I sospetti ricadono su uno strano uomo presente alla festa. |                   |                  |
| 125   | 132   | L'assassino misterioso - seconda parte - 「謎の狙撃者殺人事件（後編）」 - Nazo no sogekisha satsujin jiken (kōhen) – "Il caso dell'omicidio del misterioso cecchino (seconda parte)" | 23 novembre 1998  | 13 gennaio 2004  |
| 125   | 132   | Il principale sospettato viene trovato morto e così Conan deve scoprire l'identità del reale assassino. |                   |                  |
| 126   | 133   | Delitto dietro le quinte - prima parte - 「旅芝居一座殺人事件（前編）」 - Tabi shibai ichiza satsujin jiken (zenpen) – "Il caso d'omicidio nel cast dello spettacolo itinerante (prima parte)" | 30 novembre 1998  | 14 gennaio 2004  |
| 126   | 133   | Tamanosuke invita sia le ragazze che i Giovani Detective alle prove di uno spettacolo teatrale. Qui i ragazzi conoscono la sua compagnia di attori, ma il produttore viene assassinato. |                   |                  |
| 127   | 134   | Delitto dietro le quinte - seconda parte - 「旅芝居一座殺人事件（後編）」 - Tabi shibai ichiza satsujin jiken (kōhen) – "Il caso d'omicidio nel cast dello spettacolo itinerante (seconda parte)" | 7 dicembre 1998   | 15 gennaio 2004  |
| 127   | 134   | Dopo l'omicidio di un'altra attrice e il ferimento di Tamanosuke, Conan inizia a capire il motivo di tali aggressioni. |                   |                  |
| 128   | 135   | Rapina in banca 「黒の組織10億円強奪事件」 - Kuro no soshiki jūoku en godatsu jiken – "L'organizzazione nera: il caso della rapina da dieci milioni di yen" | 14 dicembre 1998  | 16 gennaio 2004  |
| 128   | 135   | Conan, Ran e Kogoro si recano in una banca dove lavora Masami. Quando escono, un furgone portavalori viene rapinato. In seguito vengono uccisi due dei tre complici della rapina, e Conan sospetta che qualcuno abbia voluto incastrare Masami come assassina e terza complice. Conan insegue Masami grazie ad una microspia, ma prima che possa raggiungerla lei arriva in un luogo dove chiede a Gin di consegnarle sua sorella, come doveva avvenire da accordo dopo il furto. Gin afferma che sua sorella è importante per l'Organizzazione e uccide Masami rubandole la chiave del nascondiglio del bottino. Conan arriva quando Masami sta morendo e questa gli rivela di essere un pesce piccolo in una grande organizzazione i cui membri si vestono solo di nero, quindi gli dà la vera chiave del nascondiglio, dato che Gin ne aveva presa una falsa. Il caso viene archiviato come suicidio. |                   |                  |
| 129   | 136   | La nuova studentessa - prima parte - 「黒の組織から来た女 大学教授殺人事件」 - Kuro no soshiki kara kita onna - Daigaku kyōju satsujin jiken – "La donna venuta dall'Organizzazione nera - Il caso dell'omicidio del professore universitario [Speciale di 2 ore]" | 4 gennaio 1999    | 19 gennaio 2004  |
| 129   | 136   | Nella scuola elementare Teitan arriva Ai, una bambina molto taciturna. Un compagno di classe dei Giovani Detective chiede loro aiuto: suo fratello è scomparso da giorni e la polizia non riesce a trovare alcuna traccia. Conan e i suoi amici decidono di condurre un'indagine parallela e Ai si unisce a loro. Conan sospetta che in questo rapimento siano coinvolti anche gli uomini dell'organizzazione. |                   |                  |
| 129   | 137   | La nuova studentessa - seconda parte - 「黒の組織から来た女 大学教授殺人事件」 - Kuro no soshiki kara kita onna - Daigaku kyōju satsujin jiken – "La donna venuta dall'Organizzazione nera - Il caso dell'omicidio del professore universitario [Speciale di 2 ore]" | 4 gennaio 1999    | 20 gennaio 2004  |
| 129   | 137   | Gli uomini in nero che hanno rapito il giovane non sono quelli che cerca Shinichi. Mentre stanno tornando a casa, Ai rivela a Conan di essere Sherry, l'ex membro dell'organizzazione che ha creato il veleno responsabile del rimpicciolimento di entrambi (l'APTX 4869) e gli dice di aver ucciso Agasa. |                   |                  |
| 129   | 138   | La nuova studentessa - terza parte - 「黒の組織から来た女 大学教授殺人事件」 - Kuro no soshiki kara kita onna - Daigaku kyōju satsujin jiken – "La donna venuta dall'Organizzazione nera - Il caso dell'omicidio del professore universitario [Speciale di 2 ore]" | 4 gennaio 1999    | 21 gennaio 2004  |
| 129   | 138   | Recatosi a casa di Agasa per controllare, Conan scopre che è ancora vivo e Ai stava scherzando: lei è però realmente un membro dell'Organizzazione, che dopo aver chiesto spiegazioni sull'uccisione di Akemi da parte loro, minacciando di interrompere le sue ricerche, era stata segregata in un laboratorio; credendo che sarebbe stata uccisa, ha ingerito l'APTX 4869 che teneva con sé, che però per caso l'ha fatta tornare bambina, ed è stata trovata da Agasa: si era infatti recata lì perché conosceva già la casa di Shinichi, dove si era recata per confermare la sua morte, accorgendosi che era tornato piccolo ma facendo credere all'Organizzazione che fosse realmente morto. Agasa le ha poi chiesto di restare ospite a casa sua. Ai ricorda che uno dei dischetti contenenti le formule del veleno potrebbe non essere caduto nelle mani dell'Organizzazione, ma inviato da lei per sbaglio a Akemi e rimasto nelle mani di Masami, professore universitario, che aveva viaggiato con questa. Conan, Agasa ed Ai decidono di recarsi a casa di Masami che potrebbe possedere il dischetto con i dati del veleno ma, una volta arrivati sul posto, lo trovano morto. Sul luogo del delitto arriva Yokomizo. |                   |                  |
| 129   | 139   | La nuova studentessa - quarta parte - 「黒の組織から来た女 大学教授殺人事件」 - Kuro no soshiki kara kita onna - Daigaku kyōju satsujin jiken – "La donna venuta dall'Organizzazione nera - Il caso dell'omicidio del professore universitario [Speciale di 2 ore]" | 4 gennaio 1999    | 22 gennaio 2004  |
| 129   | 139   | Conan aiuta Yokomizo a risolvere il caso e scopre che la ragazza morta nel caso della rapina alla banca era Akemi, sorella di Ai, che si era data il falso nome Masami prendendolo da quello del professore. Conan e Ai ottengono il dischetto con i dati sul veleno ma scoprono che era stato programmato in modo che essi si cancellassero qualora il dischetto fosse stato inserito in un computer che non è dell'Organizzazione. Da qui in poi Ai diventerà compagna di Conan nella ricerca dell'Organizzazione e dell'antidoto. |                   |                  |
| 130   | 140   | Minaccia allo stadio - prima parte - 「競技場無差別胁迫事件（前編）」 - Kyogijō musabetsu kyōhaku jiken (zenpen) – "Il caso della minaccia indiscriminata allo stadio (prima parte)" | 11 gennaio 1999   | 23 gennaio 2004  |
| 130   | 140   | Conan, Ai ed i Giovani Detective si recano allo stadio a vedere una partita di calcio. Ai pensa che ormai Conan è dentro al progetto che l'Organizzazione sta portando avanti da più di cinquant'anni. Un pazzo chiama la stazione televisiva che trasmette l'evento, minacciando di sparare sul pubblico se non gli verrà consegnata un'ingente somma di denaro. |                   |                  |
| 131   | 141   | Minaccia allo stadio - seconda parte - 「競技場無差別胁迫事件（後編）」 - Kyogijō musabetsu kyōhaku jiken (kōhen) – "Il caso della minaccia indiscriminata allo stadio (seconda parte)" | 18 gennaio 1999   | 26 gennaio 2004  |
| 131   | 141   | Collaborando con la polizia, Conan riesce a capire dove si trova colui che ha preso in ostaggio tutti gli spettatori dello stadio. In questa occasione, Ai rivela di avere 18 anni. |                   |                  |
| 132   | 142   | Il caso degli appassionati di magia - prima parte - 「奇術愛好家殺人事件（事件編）」 - Kijutsu aikōka satsujin jiken (jikenhen) – "Il caso dell'omicidio del club degli illusionisti (parte del caso)" | 25 gennaio 1999   | 27 gennaio 2004  |
| 132   | 142   | Sonoko si è iscritta ad un forum di appassionati di magia e viene invitata ad un raduno in una casa in montagna. Sonoko decide di partecipare portando con sé anche Ran. Kogoro e Conan le accompagnano nel luogo dell'incontro e poi tornano indietro. Durante il ritorno, i due sentono alla radio la notizia dell'omicidio di un uomo che Ran e Sonoko devono incontrare proprio durante il raduno e del messaggio minaccioso che questi ha lasciato. Conan si precipita nella villa poco prima che il ponte crolli a causa di un incendio doloso. |                   |                  |
| 133   | 143   | Il caso degli appassionati di magia - seconda parte - 「奇術愛好家殺人事件（疑惑編）」 - Kijutsu aikōka satsujin jiken (giwakuhen) – "Il caso dell'omicidio del club degli illusionisti (parte dei sospetti)" | 1º febbraio 1999  | 28 gennaio 2004  |
| 133   | 143   | Conan perde i sensi per lo sforzo e così non può indagare sull'omicidio di un secondo appassionato di magia. |                   |                  |
| 134   | 144   | Il caso degli appassionati di magia - terza parte - 「奇術愛好家殺人事件（解決編）」 - Kijutsu aikōka satsujin jiken (kaiketsuhen) – "Il caso dell'omicidio del club degli illusionisti (parte della soluzione)" | 8 febbraio 1999   | 29 gennaio 2004  |
| 134   | 144   | Nonostante non stia bene, Conan riesce a scoprire chi ha compiuto gli omicidi e inoltre scopre che tra i partecipanti si nasconde anche Kid. |                   |                  |